# Єзьоркі (Пільський повіт)
Єзьоркі (пол. Jeziorki, нім. Stüsselsdorf) — село в Польщі, у гміні Качори Пільського повіту Великопольського воєводства.
Населення — 223 особи (2011).
У 1975-1998 роках село належало до Пільського воєводства.

## Демографія
Демографічна структура станом на 31 березня 2011 року:
|          | Загалом | Допрацездатний вік | Працездатний вік | Постпрацездатний вік |
| -------- | ------- | ------------------ | ---------------- | -------------------- |
| Чоловіки | 108     | 24                 | 72               | 12                   |
| Жінки    | 115     | 23                 | 73               | 19                   |
| Разом    | 223     | 47                 | 145              | 31                   |